# Dependência de trajetória
Dependência de trajetória (em inglês path dependence) é um conceito das ciências sociais que explica processos cujas decisões anteriores ou experiências realizadas no passado restringem ou influenciam eventos ou decisões posteriores.
Ele se refere a situações em que o resultado de um processo depende não apenas das condições presentes, mas também da sequência específica de eventos que levaram ao estado atual. Em contextos de dependência de trajetória, pequenas diferenças iniciais ou eventos contingentes podem levar a grandes diferenças nos resultados finais, e uma vez que uma trajetória é estabelecida, ela tende a se perpetuar através de mecanismos de autorreforço.
Em outras palavras, é um conceito que sustenta que a história importa: as escolhas feitas em momentos específicos do passado criam trajetórias que se tornam progressivamente mais difíceis de alterar, mesmo quando alternativas superiores se tornam disponíveis.

## Ideias centrais do conceito
A lógica da dependência de trajetória possui três elementos fundamentais: as conjunturas críticas (critical junctures), os mecanismos de autorreforço e os retornos crescentes. 
Conjunturas críticas são períodos curtos de mudança significativa durante os quais as escolhas feitas têm consequências duradouras para o desenvolvimento futuro de uma instituição, política ou sistema social.  Elas se caracterizam por sua temporalidade restrita, sendo períodos relativamente breves em comparação com seus efeitos duradouros. Pequenas diferenças em ações ou eventos podem levar a grandes diferenças nos resultados. Múltiplas alternativas devem ser viáveis durante a conjuntura crítica, e as escolhas feitas durante estes períodos devem ter legados duradouros que são difíceis de prever e de reverter. Como exemplos históricos, podemos citar a formação de Estados nacionais nos processos de unificação nacional na Europa dos séculos XVIII e XIX constituíram conjunturas críticas que determinaram as formas específicas que os Estados modernos assumiriam; as grandes depressões econômicas, como crises econômicas severas, frequentemente constituem conjunturas críticas que levam a mudanças fundamentais nas políticas econômicas e arranjos institucionais; as transições de regime, particularmente mudanças de sistemas autoritários para democráticos (ou vice-versa), representam conjunturas críticas que estabelecem novas regras do jogo político, como aquela que ocorreu com a ascensão de Hitler na Alemanha. A ascensão de Hitler demonstrou como a conjuntura crítica de 1932-1933 criou uma trajetória que levou ao nazismo, apesar de outras alternativas serem possíveis no período.
Também central são os mecanismos de autorreforço, ou seja, processos que tornam uma trajetória mais atraente ou difícil de mudar com o passar do tempo. Entre eles, estão os custos envolvidos para alterar o caminho adotado, o aprendizado já acumulado pelas pessoas e organizações, a necessidade de manter a compatibilidade com outras escolhas já feitas e a tendência dos envolvidos a ajustar suas expectativas ao que já está em vigor. O exemplo histórico clássico é o teclado QWERTY, que se tornou o padrão de mercado não por ser tecnicamente superior, mas porque sua adoção inicial gerou efeitos cumulativos: fabricantes passaram a produzi-lo em escala, escolas de datilografia a ensiná-lo, e os usuários se adaptaram a ele, criando altos custos de transição para alternativas potencialmente mais eficientes. Com o tempo, os benefícios de manter essa trajetória, como compatibilidade, treinamento acumulado e rede de usuários, superaram os ganhos possíveis com a mudança, caracterizando um caso típico de retornos crescentes.
Por fim, os retornos crescentes, que são processos que tornam uma trajetória mais atraente ou difícil de abandonar à medida que o tempo passa. Entre os principais estão: os custos de mudança (financeiros, institucionais ou cognitivos); o aprendizado acumulado por indivíduos e organizações; a necessidade de compatibilidade técnica ou institucional com decisões anteriores; e a tendência dos atores a ajustarem suas expectativas com base no que já está em vigor. Um exemplo recorrente é o da tecnologia ferroviária nos Estados Unidos no século XIX: as bitolas (larguras dos trilhos) adotadas inicialmente em algumas regiões acabaram sendo mantidas nacionalmente, mesmo com alternativas mais eficientes, devido aos altos custos de conversão, à padronização dos equipamentos e à interdependência logística dos sistemas ferroviários.
Embora próximos, os conceitos de mecanismos de autorreforço e de retornos crescentes operam com lógicas distintas. Os primeiros referem-se a processos sociais, institucionais ou cognitivos que estabilizam uma trajetória ao longo do tempo — como custos de mudança, aprendizado organizacional e compatibilidade com arranjos anteriores. Já os retornos crescentes dizem respeito a contextos em que os benefícios econômicos de continuar em uma trajetória aumentam à medida que ela é seguida, como nos efeitos de rede ou nas economias de escala. Enquanto o autorreforço destaca a estabilidade institucional e comportamental, os retornos crescentes enfatizam a acumulação de vantagens funcionais. 

## Desenvolvimento conceitual-metodológico
O conceito de dependência de trajetória tem raízes interdisciplinares que remontam ao trabalho pioneiro de Max Weber sobre a importância da história na formação das instituições sociais, como as religiões. Weber enfatizou como configurações históricas específicas moldam o desenvolvimento subsequente das sociedades, estabelecendo os fundamentos para análises que levam a história em conta.
O sociólogo e historiador Barrington Moore Jr. aprofundou essa tradição em Social Origins of Dictatorship and Democracy (1966), demonstrando como diferentes trajetórias históricas de modernização agrícola levaram a distintos regimes políticos no século XX. Moore mostrou como as alianças de classe formadas durante a transição do feudalismo para o capitalismo determinaram se países se tornariam democráticos, fascistas ou comunistas. Theda Skocpol consolidou essa abordagem no campo da sociologia histórica e da ciência política, particularmente em States and Social Revolutions (1979), onde analisou como sequências específicas de eventos levaram a diferentes tipos de revoluções. Skocpol estabeleceu métodos bastante rigorosos para análise histórica comparativa que influenciaram decisivamente o desenvolvimento posterior do conceito.
Na década de 1980, o conceito começou a ser formalizado na economia, especialmente nos trabalhos de W. Brian Arthur, que estudou como certas tecnologias podem dominar mercados não necessariamente por serem superiores, mas devido a vantagens de chegada antecipada e aos chamados efeitos de rede — quando o valor de uma tecnologia aumenta à medida que mais pessoas passam a utilizá-la. O exemplo clássico é o teclado QWERTY, que se tornou padrão apesar de layouts potencialmente mais eficientes. Paul David expandiu essa análise, demonstrando como pequenos eventos históricos podem trancar (lock-in) economias em trajetórias subótimas — ou seja, caminhos que não são os mais eficientes ou vantajosos, mas que se mantêm devido às escolhas feitas no passado. Douglass North aplicou essas ideias ao desenvolvimento institucional, argumentando que instituições econômicas evoluem de maneiras que podem perpetuar ineficiências devido a dependências históricas. Essas ideias teóricas tiveram forte influência na economia evolucionária.  A cientista política Margaret Levi utilizou a ideia de dependência de trajetória para explicar por que certos arranjos institucionais persistem mesmo quando não são mais funcionais, especialmente em contextos político-institucionais complexos.
Em aplicações mais contemporâneas, temos o trabalho da socióloga Andrea Divéky, que utiliza essa abordagem para analisar como trajetórias históricas e condições institucionais moldam as estratégias econômicas de migrantes vietnamitas na Eslováquia, destacando como padrões herdados do país de origem influenciam suas possibilidades de integração e mobilidade social no país de destino. No contexto da chamada era digital, dependência de trajetória continua relevante para compreender adoção de tecnologias, padrões de software e infraestruturas de comunicação. Plataformas tecnológicas podem estabelecer trajetórias que influenciam desenvolvimento futuro mesmo quando tecnologias superiores emergem.  Já no contexto das políticas de mudanças climáticas, o conceito é crucial para compreender os desafios das políticas de mudanças climáticas. Infraestruturas existentes, como redes de combustíveis fósseis, usinas térmicas e sistemas de transporte, combinadas a compromissos políticos e regulatórios assumidos no passado, limitam o leque de opções disponíveis para a transição para fontes renováveis, a chamada transição energética.

## Métodos de análise
A consolidação do conceito de dependência de trajetória nas ciências sociais levou ao desenvolvimento de um conjunto de ferramentas metodológicas voltadas à sua aplicação empírica. Entre os principais instrumentos analíticos utilizados estão a análise de conjunturas críticas, o rastreamento de processos e a comparação histórica de casos. Tais abordagens permitem reconstruir mecanismos causais, testar hipóteses sobre persistência institucional e identificar variações sistemáticas entre contextos nacionais e históricos distintos.

#### Análise de Conjunturas Críticas
Este método requer identificação temporal precisa do momento crítico, análise das alternativas disponíveis durante a conjuntura, rastreamento dos mecanismos que estabeleceram nova trajetória e demonstração da durabilidade dos efeitos ao longo do tempo.

#### Rastreamento de Processos
O rastreamento de processos (process tracing) é utilizado para mapear os mecanismos causais que conectam conjunturas críticas aos seus legados. Este método envolve análise detalhada de sequências temporais, identificação de mecanismos de transmissão e verificação de hipóteses alternativas. Sua adoção permite avaliar de forma rigorosa como eventos iniciais condicionam resultados posteriores em diferentes escalas institucionais e temporais.

#### Análise Comparativa Histórica
A análise comparativa histórica permite comparar diferentes casos para identificar padrões de dependência de trajetória, controlando por variáveis contextuais e testando a generalização de descobertas através de diferentes contextos históricos e geográficos. Essa abordagem é útil na análise de momentos críticos, pois revela como arranjos institucionais similares podem produzir trajetórias divergentes em função de escolhas políticas ou conjunturas específicas.
Conjunturas críticas são períodos relativamente breves de mudança significativa que estabelecem legados institucionais duradouros. Durante estes momentos, a capacidade de agência humana é expandida e as escolhas feitas têm consequências desproporcionalmente grandes para o desenvolvimento futuro.

## Debates e Controvérsias
O conceito de dependência de trajetória tem gerado diversos debates na literatura acadêmica sobre sua aplicabilidade, rigor metodológico e poder explicativo.
Críticos argumentam que o conceito pode levar ao determinismo histórico, sugerindo que o passado predetermina o futuro de forma mecânica. Defensores respondem que 'dependência de trajetória na verdade enfatiza a importância da contingência e das escolhas humanas em momentos críticos. Existe debate sobre como identificar adequadamente conjunturas críticas e evitar viés de seleção, onde apenas casos que confirmam a teoria são analisados. 
Alguns acadêmicos questionam se hipóteses da dependência de trajetória podem ser adequadamente testadas empiricamente, especialmente quando se trata de processos históricos únicos. 
Há debate sobre se dependência de trajetória necessariamente leva a resultados subótimos ou se pode também explicar a persistência de arranjos eficientes. Discussões sobre se dependência de trajetória opera principalmente no nível individual, organizacional ou sistêmico, e como estes níveis interagem, são centrais na literatura.  Existe debate sobre como dependência de trajetória se relaciona com teorias de mudança institucional gradual versus mudança revolucionária.
Questões sobre os limites temporais da dependência de trajetória e quando trajetórias podem ser consideradas verdadeiramente “trancadas” permanecem em aberto. Debates sobre como incorporar adequadamente a capacidade de agentes conscientes mudarem trajetórias através de ação coletiva são frequentes. Há reconhecimento crescente de que sistemas complexos podem exibir múltiplas trajetórias interdependentes simultaneamente.

## Exemplos internacionais de aplicação
Desenvolvimento institucional regional (Putnam, 1993)
Robert Putnam aplicou o conceito ao analisar o desenvolvimento institucional das regiões italianas após a descentralização de 1970. Putnam argumentou que diferenças no desempenho institucional regional tinham explicação histórica de dependência de trajetória, remontando às diferentes tradições cívicas estabelecidas há quase um milênio. As regiões do norte, com tradição de repúblicas comunais, desenvolveram padrões de engajamento cívico que se autorreforçaram, enquanto o sul, com tradição monárquica, manteve estruturas hierárquicas. O estudo demonstra como conjunturas críticas distantes no tempo (formação das instituições medievais) geraram trajetórias duradouras de capacidade institucional. Embora influente, o trabalho recebeu críticas metodológicas sobre a combinação de análise histórica com métodos quantitativos.
Incorporação sindical na América Latina (Collier & Collier, 1991)
David e Ruth Collier desenvolveram uma das aplicações mais sistemáticas do conceito ao analisar diferentes trajetórias de incorporação do movimento sindical em oito países latino-americanos durante o início do século XX. Identificaram momentos críticos específicos que geraram diferentes legados institucionais: incorporação pelo Estado (Brasil, Chile), mobilização por partidos tradicionais (Colômbia, Uruguai), e populismo trabalhista (Argentina, Peru). O estudo demonstra como decisões tomadas em conjunturas críticas específicas criaram trajetórias duradouras de relações Estado-trabalho, com mecanismos de autorreforço que perpetuaram esses padrões por décadas.

## Exemplos brasileiros de aplicação
O desenvolvimento do sistema de abastecimento de água da Região Metropolitana do Rio de Janeiro constitui um caso de dependência de trajetória no Brasil. Segundo as autoras do estudo, Ana Lúcia Britto Suyá Quintslr, a conjuntura crítica deste sistema ocorreu entre as décadas de 1940-1950, quando o governo federal optou pelos "superprojetos de adução" centralizados em detrimento de sistemas locais descentralizados, decisão influenciada pelo contexto da era Vargas e sua ênfase em grandes obras de infraestrutura. O Sistema Guandu, inaugurado na década de 1950 e sucessivamente ampliado até atingir 43m³/s nos anos 1990 - e em em processo de ampliação, o Novo Guandu - exemplifica como os mecanismos de autorreforço operam através dos altos custos de mudança dos investimentos realizados, do aprendizado organizacional especializado da CEDAE em sistemas centralizados, da compatibilidade técnica das redes de distribuição existentes e do ajuste de expectativas de gestores em torno do modelo centralizado. O principal autor utilizado neste estudo é Thomas P. Hughes, que descreveu esse fenômeno como momentum, pelo qual sistemas técnicos consolidados adquirem "aparência de autonomia", tornando praticamente irreversível a opção por alternativas descentralizadas, mesmo diante das desigualdades persistentes no acesso à água na Baixada Fluminense.

As autoras explicam que, na perspectiva da Ecologia Política, a dependência de trajetória em sistemas de infraestrutura urbana brasileiros frequentemente reproduz desigualdades socioespaciais e constitui barreiras significativas à sustentabilidade. Os mecanismos de autorreforço consolidam arranjos técnicos e institucionais que concentram poder decisório em agências especializadas, dificultando tanto a participação pública quanto a implementação de soluções mais sustentáveis como sistemas descentralizados, tecnologias alternativas adaptadas às características locais e gestão da demanda em substituição à ampliação da oferta. Casos similares de dependência de trajetória podem ser observados no modelo rodoviarista de transporte urbano, nas políticas habitacionais centradas na casa própria desde o período BNH, e nos sistemas de drenagem baseados no paradigma higienista de canalização, todos criando inércia diante da necessidade de transições para modelos mais sustentáveis e equitativos exigidos pela crise climática contemporânea.